# Małogoszcz
Małogoszcz este un oraș în Polonia.